# Německo na Zimních olympijských hrách 2002
Německo na Zimních olympijských hrách v roce 2002 reprezentovala výprava 157 sportovců (88 mužů a 69 žen) v 14 sportech.

## Medailisté
| Medaile | Jméno                                                                      | Sport              | Soutěž                            |
| ------- | -------------------------------------------------------------------------- | ------------------ | --------------------------------- |
| Zlato   | Kati Wilhelmová                                                            | Biatlon            | Ženy 7.5 km sprint                |
| Zlato   | Andrea Henkelová                                                           | Biatlon            | Ženy 15 km                        |
| Zlato   | Katrin Apelová Uschi Dislová Andrea Henkelová Kati Wilhelmová              | Biatlon            | Ženy štafeta 4 x 7.5 km           |
| Zlato   | Christoph Langen Markus Zimmerman                                          | Boby               | Dvojbob                           |
| Zlato   | André Lange Enrico Kuehn Kevin Kuske Carsten Embach                        | Boby               | Čtyřbob                           |
| Zlato   | Manuela Henkel Viola Bauer Claudia Künzelová Evi Sachenbacherová-Stehleová | Běh na lyžích      | Ženy štafeta 4 x 5 km             |
| Zlato   | Alexander Resch Patric-Fritz Leitner                                       | Saně               | Muži dvojice                      |
| Zlato   | Sylke Ottová                                                               | Saně               | Ženy individual                   |
| Zlato   | Michael Uhrmann Stephan Hocke Sven Hannawald Martin Schmitt                | Skoky na lyžích    | Družstvo mužů velký můstek (K120) |
| Zlato   | Anni Friesingerová                                                         | Rychlobruslení     | Ženy 1 500 m                      |
| Zlato   | Claudia Pechsteinová                                                       | Rychlobruslení     | Ženy 3 000 m                      |
| Zlato   | Claudia Pechsteinová                                                       | Rychlobruslení     | Ženy 5 000 m                      |
| Stříbro | Sven Fischer                                                               | Biatlon            | Muži 10 km sprint                 |
| Stříbro | Frank Luck                                                                 | Biatlon            | Muži 20 km                        |
| Stříbro | Sven Fischer Frank Luck Ricco Groß Peter Sendel                            | Biatlon            | Muži štafeta 4 x 7.5 km           |
| Stříbro | Uschi Disl                                                                 | Biatlon            | Ženy 7.5 km sprint                |
| Stříbro | Kati Wilhelmová                                                            | Biatlon            | Ženy 10 km stíhací závod          |
| Stříbro | Sandra Prokoff Ulrike Holzner                                              | Boby               | Dvojbob                           |
| Stříbro | Peter Schlickenrieder                                                      | Běh na lyžích      | Muži sprint                       |
| Stříbro | Evi Sachenbacherová-Stehleová                                              | Běh na lyžích      | Ženy sprint                       |
| Stříbro | Georg Hackl                                                                | Saně               | Muži jednotlivci                  |
| Stříbro | Barbara Niedernhuber                                                       | Saně               | Ženy jednotlivci                  |
| Stříbro | Ronny Ackermann                                                            | Severská kombinace | Muži sprint                       |
| Stříbro | Björn Kircheisen Georg Hettich Marcel Hoehlig Ronny Ackermann              | Severská kombinace | Družstvo mužů                     |
| Stříbro | Sven Hannawald                                                             | Skoky na lyžích    | Muži střední můstek (K90)         |
| Stříbro | Monique Garbrechtová-Enfeldtová                                            | Rychlobruslení     | Ženy 500 m                        |
| Stříbro | Sabine Völkerová                                                           | Rychlobruslení     | Ženy 1 000 m                      |
| Stříbro | Sabine Völkerová                                                           | Rychlobruslení     | Ženy 1 500 m                      |
| Bronz   | Martina Ertl                                                               | Alpské lyžování    | Ženy kombinace                    |
| Bronz   | Ricco Groß                                                                 | Biatlon            | Muži 12.5 km stíhací závod        |
| Bronz   | Susi Erdmann Nicole Herschmann                                             | Boby               | Dvojbob                           |
| Bronz   | Tobias Angerer Jens Filbrich Andreas Schluetter René Sommerfeldt           | Běh na lyžích      | Muži štafeta 4 x 10 km            |
| Bronz   | Viola Bauerová                                                             | Běh na lyžích      | Ženy stíhací závod                |
| Bronz   | Silke Kraushaarová                                                         | Saně               | Ženy jednotlivci                  |
| Bronz   | Jens Boden                                                                 | Rychlobruslení     | Muži 5 000 m                      |
| Bronz   | Sabine Völkerová                                                           | Rychlobruslení     | Ženy 500 m                        |